# Ďoko Zajkov
Ďoko Zajkov (makedonsky Ѓоко Зајков; * 10. února 1995, Skopje, Severní Makedonie) je severomakedonský fotbalový obránce a reprezentant, od léta 2016 hráč belgického klubu R. Charleroi SC. Hraje na postu stopera (středního obránce).

## Klubová kariéra
- FK Rabotnički (mládež)
- FK Rabotnički 2012–2014
- Stade Rennais FC 2014–2016
- →  R. Charleroi SC (hostování) 2015–2016
- R. Charleroi SC 2016–

## Reprezentační kariéra
Nastupoval za severomakedonské mládežnické reprezentace od kategorie U17. S severomakedonskou jedenadvacítkou se radoval z postupu na Mistrovství Evropy hráčů do 21 let 2017 v Polsku (historicky první účast Severní Makedonie na evropském šampionátu jedenadvacetiletých).
V A-mužstvu Severní Makedonie debutoval 2. 6. 2016 v přátelském utkání ve Skopje proti reprezentaci Íránu (prohra 1:3).